# Čo to zvoní, čo to hrká?
Čo to zvoní, čo to hrká? byl československý animovaný seriál, který zobrazuje příběhy o vzniku různých věcí pro malé. Seriál byl vyroben v roce 1986. Režisérem byl Ivan Renč a dabing mluvil Dušan Tarageľ.

## Seznam dílů
1. Kôstočka
2. Hrkálka
3. Kôročka
4. Pinka
5. Hladička
6. Zvonkohra
7. Prstienky